# Station Gentilly

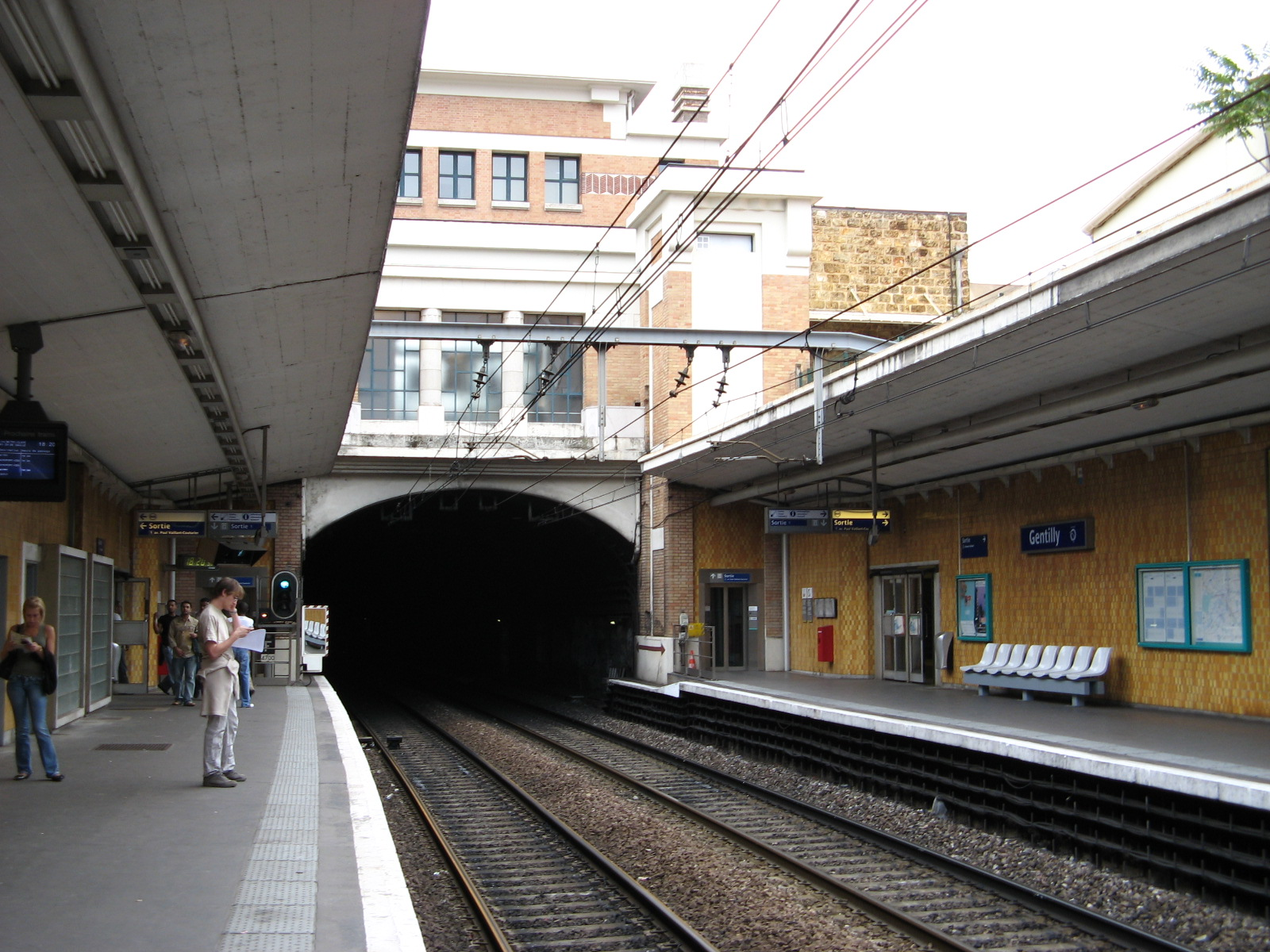

Gentilly is een station in de Franse gemeente Gentilly en het département van Val-de-Marne.

## Geschiedenis
Op 7 juni 1846 werd het station geopend. Op 18 januari 1938 werd het onderdeel van de Parijse Ligne de Sceux. Pas in 1977 reed RER B langs het station.

## Het station
Langs Gentilly rijdt RER B. Het station telt twee perrons en twee sporen. Voor gebruikers van de Carte Orange ligt het in zone 2. Gentilly is onderdeel van het vervoersbedrijf RATP.

## Overstapmogelijkheid
Er is een overstap mogelijk tussen RER en twee buslijnen van het Parijse vervoersbedrijf RATP.

## Vorig en volgend station
| Richting                                | Vorig station | Lijn  | Volgend station    | Richting                                             |
| --------------------------------------- | ------------- | ----- | ------------------ | ---------------------------------------------------- |
| Robinson B2 Saint-Rémy-lès-Chevreuse B4 | Laplace       | RER B | Cité Universitaire | Aéroport Charles de Gaulle 2 TGV B3 Mitry - Claye B5 |